# Lom u Žerůtek
Lom u Žerůtek este o arie protejată (arie specială de conservare — SAC, sit de importanță comunitară — SCI) din Republica Cehă întinsă pe o suprafață de 2,63 ha, integral pe uscat.

## Localizare
Centrul sitului Lom u Žerůtek este situat la coordonatele 48°54′30″N 15°58′03″E / 48.908333°N 15.9675°E.

## Înființare
Situl Lom u Žerůtek a fost declarat sit de importanță comunitară în aprilie 2005 pentru a proteja 1 specie de animale. Situl a fost protejat și ca arie specială de conservare în februarie 2014.

## Biodiversitate
Situată în ecoregiunea continentală, aria protejată nu include niciun habitat protejat.
La baza desemnării sitului se află o specie protejată de  amfibieni: Triturus carnifex.